# Marian Keyes
 Der er for få eller ingen kildehenvisninger i denne artikel, hvilket er et problem. Du kan hjælpe ved at angive troværdige kilder til de påstande, som fremføres i artiklen.

Marian Keyes (født 10. september 1963 i Limerick, Irland) er en irsk forfatter. 
Hun er en af de mest populære “chicklit”-forfattere og begyndte i 1995 at udgive sine romaner, som altid handler om komplekse problemer i irske, engelske og amerikanske kvinders liv. Kærlighed, humor og personlige problemer er omdrejningspunktet i de gribende handlinger. 
Den sorthårede irer voksede op i Dublin, men hun var bosat i London, da hun var i tyverne. Hun har fortalt, at hendes lave selvværd var grunden til, at hun udviklede et alkoholproblem – en afhængighed hun senere lagde på hylden, og som sandsynligvis har inspireret hende til nogle af problemstillingerne i bøgerne. Hun bor i dag i Irland med sin mand Tony, som hun konsekvent takker i sine forord.

### Walshsøstrene
Selvom Marian Keyes ikke umiddelbart skriver serier, går Walsh-familiens søsterflok (Claire, Margaret, Rachel, Anna og Helen) dog igen gennem flere af bøgerne. 'Vandmelon' handler om den ældste Claire, 'Rachels Ferie' om den midterste Rachel, 'Engle' om den næstældste Margaret og 'Er Der Nogen?' om den næstyngste Anna.